# Akademie der arabischen Sprache (Kairo)
Die Akademie der arabischen Sprache (arabisch مجمع اللغة العربية, DMG Maǧmaʿ al-luġa al-ʿarabiyya) in Kairo ist eine staatliche Institution in Ägypten, die sich mit arabischer Sprache befasst.

## Entstehung
Der erste Versuch, eine Akademie für die arabische Sprache zu gründen, geht auf das Jahr 1892 zurück. Die wichtigsten Mitglieder waren damals Scheich Muhammad Abduh, Scheich Muhammad Tawfiq el-Bakri und Scheich Muhammad Mahmud al-Schinqiti. Nach wenigen Monaten wurde die Akademie jedoch wieder aufgelöst. Der zweite Versuch fand im Jahre 1916 statt. Diesmal schaffte es die Akademie bis zur Zeit der ägyptischen Revolution von 1919, dann wurde sie wieder geschlossen. Im Dezember 1932 wurde die Akademie auf einen königlichen Erlass hin neu gegründet. 2013 erhielt sie den Internationalen König-Faisal-Preis in der Sparte „Arabische Sprache und Literatur“.

## Mitgliedschaft
Gemäß dem königlichen Erlass bestand die Akademie bei ihrer Neugründung aus 20 Mitgliedern, zehn ägyptischen und zehn ausländischen.
Mitgliederliste (Auswahl):
- ʿAbbās al-ʿAqqād
- Mohamed Selim El-Awa
- Abd ar-Razzaq Muhyi ad-Din
- Khalil as-Sakakini
- Hamilton Alexander Rosskeen Gibb

## Aufgaben
Die Aufgaben der Akademie sind vor allem:
- Herausgabe arabischer Lexika
- Untersuchung von Sprachproblemen
- Lexikalisierung neuer bzw. fremder Wörter und Begriffe
- Belebung des arabischen Kulturerbes
- Veranstalten kultureller Aktivitäten

## Veröffentlichungen (Auswahl)
Sprachlexika
- Lexikon der koranischen Wörter
- Großes Lexikon der arabischen Sprache (fünfbändig)
- Mittelgroßes Lexikon (eine Million Wörter)
- Kleines Lexikon (vor allem für Schüler und Studenten)

Fachlexika
- Lexikon der Geologie
- Lexikon der Physik
- Lexikon der Informatik
- Lexikon der Medizin
- Lexikon der Chemie und Pharmazeutik
- Lexikon der Mathematik
- Lexikon der Geographie
- Lexikon der Philosophie
- Lexikon der Kultur- und Kunstbegriffe
- Lexikon der Hydrologie
- Lexikon der Musik
- Lexikon der Psychologie